# 피우라주

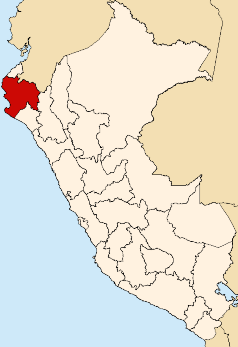
피우라 주의 위치

피우라주(스페인어: Departamento de Piura)는 페루 북서부에 위치한 주로 주도는 피우라이며 면적은 35,892.49km2, 인구는 1,630,772명(2005년 기준)이다.
북쪽으로는 툼베스 주와 에콰도르, 동쪽으로는 카하마르카 주, 남쪽으로는 람바예케 주, 서쪽으로는 태평양과 접한다. 8개 군과 64개 구를 관할한다.